# 아베 마사코토

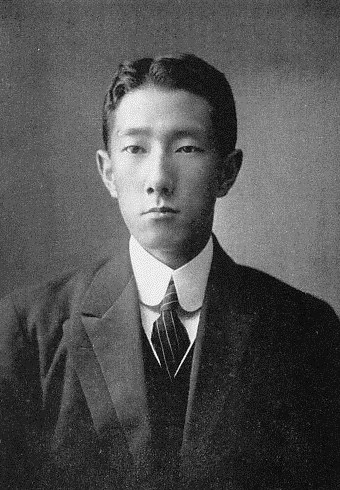
아베 마사코토

아베 마사코토(일본어: 阿部正功, 1860년 2월 14일 ~ 1925년 9월 11일)는 막말 다나구라번의 제2대 번주이다. 어릴적 이름은 모토노스케(基之助)이며, 관위는 종2위, 자작이다.
시라카와번주 아베 마사히사의 둘째 아들로 태어났으나, 마사히사가 죽었을 때 너무 어린 나이였으므로 아버지의 뒤를 잇지 못했고, 아베 마사토가 번주직을 계승하였다. 1868년, 보신 전쟁에서 다나구라 번주 아베 마사키요가 구막부측에 가담했다가 강제 은거 조치를 받자, 그해 음력 12월 14일에 다나구라 6만 석 영지의 가문 상속을 허락받고 번주가 되었다. 1869년 판적봉환 이후에는 번지사가 되었으며, 인재 등용, 번교 부흥 등 번정 개혁에 힘썼으나, 1871년 폐번치현 때 면직되었다. 이후 자작이 되었으며, 아자부 일대의 대지주이자 다이주고 은행의 대주주가 되었다. 1925년, 66세의 나이로 사망하였다.
| 전임 아베 마사키요 | 제2대 다나구라번 번주 (아베 가문) 1868년 ~ 1871년 | 후임 폐번치현 |